# Гедж-фонд
Гедж-фонд (англ. hedge fund) — приватний інвестиційний фонд з використанням об'єднаних коштів, який керує капіталом таким чином, аби максимально примножити кошти з чітко обумовленим або плинним ризиком. Вирізняється особливою структурою винагороди за управління активами. Геджові фонди можуть бути агресивно керовані або використовувати похідні та кредитні ресурси як на внутрішньому, так і на міжнародному ринках, з метою отримання високої віддачі. Зазвичай гедж-фонди доступні лише для акредитованих інвесторів, оскільки до них застосовується менше обмежень SEC, ніж щодо інших фондів. Один із аспектів, який окреслив індустрію гедж-фондів, полягає в тому, що гедж-фонди стикаються з меншим регулюванням, ніж взаємні фонди та інші інвестиційні кошти. Цей тип інвестування був відкритий завдяки Альфреду Вінслову Джонсу.
Американські гедж-фонди згідно із законом мають право обслуговувати тільки кваліфікованих інвесторів (англ. qualified investors) з початковим внеском не менше 5 млн доларів США для приватних інвесторів та 25 млн доларів — для інституційних кваліфікованих інвесторів. Необмеженість нормативним регулюванням означає нелімітованість стратегії і нелімітованість маржинального плеча (англ. leverage).
Професійні фонди в офшорних юрисдикціях пропонують більш спрощені умови (капітал для інвестування від 100 000 доларів і немає обмеження за власним капіталом провідної компанії).

## Ідея гедж-фонду
Колишній письменник та соціолог Альфред Вінслов Джонс, компанія А.W. Jones & Co. запустив перший гедж-фонд у 1949 році. Це було під час написання статті про поточні інвестиційні тенденції в 1948 році. Він зібрав 100 000 доларів США (у тому числі 40 000 доларів США з власної кишені) і висловив намір мінімізувати ризик утримання довгострокових позицій на біржі шляхом короткострокового продажу інших акцій. Це інноваційне інвестування тепер називається класичною моделлю довгих / коротких акцій. Джонс також використовував важелі для підвищення прибутку.
У 1952 році Джонс змінив структуру свого інвестиційного інструменту, перетворивши його з загального товариства на товариство з обмеженим доступом, і включивши плату в розмірі 20% як компенсацію для керівного партнера. Популярність гедж-фондів почала значно випереджати більшість взаємних фондів у 1960-х роках та в подальшому зросла ще більше.
Однак тенденції гедж-фондів еволюціонували і, з метою максимізації віддачі, багато фондів відмовилися від стратегії Джонса, яка зосереджена на виборі акцій у поєднанні з геджуванням, натомість почали брати участь у ризикованіших стратегіях. Така тактика призвела до значних втрат у 1969-70 рр., після чого відбулося закриття ряду гедж-фондів на ринку у 1973-1974 рр.
Промисловість була відносно тихою протягом більш як двох десятиліть, поки 1986 року гедж-фонд Джуліана Робертсона не продемонстрував двозначну продуктивність. Гедж-фонд у черговий раз захопив увагу громадськості. На жаль, історія повторилася наприкінці 1990-х років і на початку 2000-х років: лише низці висококваліфікованих гедж-фондів, у тому числі Робертсона, вдалося досягнути позитивних результатів. 
Відтоді індустрія гедж-фондів суттєво зросла. Сьогодні в галузі геджевих фондів величезні загальні активи, що перебувають в управлінні, оцінюють у розмірі понад 3,2 трильйона доларів США відповідно до звіту 2016 року «Global Hedge Fund». На Кайманових островах зосереджено близько 5% усіх світових гедж-фондів.

## Основні характеристики гедж-фондів
1. Вони можуть бути відкриті тільки для «акредитованих» або кваліфікованих інвесторів: гедж-фонди можуть брати гроші лише з "кваліфікованих" інвесторів-фізичних осіб із річним доходом, який перевищує 200 000 дол США протягом останніх двох років або чистий капітал перевищує 1 мільйон доларів США, виключаючи їх основне місце проживання. Таким чином, Комісія з цінних паперів та бірж вважає, що кваліфіковані інвестори можуть визначити потенційні ризики, пов'язані з ширшим мандатом на здійснення інвестицій.
2. Вони пропонують ширші інвестиційні можливості, ніж інші фонди. Інвестиційний світ гедж-фонду обмежений лише своїм мандатом. Гедж-фонд може зазвичай інвестувати у будь-що — землю, нерухомість, акції, валюти. Взаємні фонди, натомість, зазвичай інвестують в акції або облігації, і, як правило, тільки довго.
3. Вони часто використовують кредити: гедж-фонди часто використовують запозичені кошти, щоб збільшити свої прибутки. Як ми бачили під час фінансової кризи 2008 року, важелі також можуть знищити геджові фонди.
4. Структура плати: Замість того, щоб стягувати лише співвідношення витрат, гедж-фонди платять як співвідношення витрат, так і плату за виконання. Така структура плати відома як «Два та двадцять» — це 2% комісія з управління активами, а потім — 20% скорочення будь-яких прибутків.[6]